# 三・一五事件
三・一五事件（さん・いちごじけん）は、1928年3月15日に発生した、マルクス主義を忠実に実践するため非合法の無産政党の設立および第三インターナショナルの日本支部を目的として設立された日本共産党等の活動員数千名を検束、検挙された者が約300名、治安維持法に問われただちに市ヶ谷刑務所に収監された者が30名にのぼった事件である。

## 背景
当時の政府は私有財産制や君主制を否定する国際共産主義運動を警戒していた。第一次世界大戦末期（1917年）にはロシア革命が発生し、シベリア出兵はこの革命に対する列強の干渉戦争の極東戦線という意味合いがあった。結果的に列強による革命の阻止は失敗し、以降日本を含む諸列強はソビエト連邦の存在を容認する方向へ進んでいくこととなる。
1924年（大正13年）、第二次護憲運動に伴って成立した護憲三派による第一次加藤高明内閣は、以後1932年（昭和7年）まで続く憲政常道論に基づく政党内閣時代の始まりを告げるものであった。加藤内閣は普通選挙を実現したほか、日ソ間の国交を樹立した。「国体を変革しおよび私有財産を否認せんとする」結社・運動を禁止する治安維持法の成立（1925年3月）は、これらの政策とほぼ同時期のことであり、これによって、共産主義者を政府が逮捕・投獄することが可能となった。

## 事件
予審判事の指揮によって警察は、3月15日全国で一斉捜査を行った。日本共産党（非合法政党の第二次共産党）、労働農民党、日本労働組合評議会、マルクス書房、東京市従業員組合本部、産業労働調査所、無産青年同盟本部、希望閣、他五十か所等の関係者が検束された。幹部の多くは逮捕を免れ、488人が起訴された。
事件発生当初、報道規制が敷かれたが翌月10日になり一部掲載が解禁。司法省からも事件の概況が発表された。
当時拘束された永井哲二によると当時の日本共産党には入党のために以下のような口頭試問を行っていた
- 諮問者「君は日本の現勢において合法的無産政党のみの活動で十分と思うか？」
- 二郎「不十分だと思う」
- 諮問者「それなら共産党というごとき組織を必要と思うか？」
- 二郎「必要と思う」
- 諮問者「君は参加してやってゆけるか？」
- 二郎「やっていこう」
- 諮問者「それなら命令通りにやってもらいたい。」[1]

小林多喜二は小樽市における三・一五事件を題材に『一九二八年三月十五日』を発表する（多喜二の作家デビュー作であった）。
多数の者が逮捕・起訴されたが野坂参三、野坂龍は保釈後、起訴審理中にソビエト連邦に国外逃亡（戦後帰国）した。また、上田茂樹のように逮捕後に行方不明、伊藤政之助のように国内に潜伏したとされるまま消息が絶えるケースも見られた。